# 阿马林堡宫
阿马林堡宫（丹麦语：Amalienborg，aˈmaːˀliə̯nbɔːˀʀ）是丹麦王室的冬宫，位于丹麦哥本哈根。包括四座独立的古典宫殿有洛可可式内部及八边形廣場。（Amalienborg Slotsplads），被認為是丹麦最伟大的洛可可式建筑之一。
阿马林堡宫最初僅為四戶貴族家庭所建设。然而，当第一克里斯蒂安堡宮在1794年2月26日被烧毁后，皇室买下了这座宫殿并遷入於此地居住，多年來，丹麦王室的君主及其家人都居住在四個不同的宮殿中，八边形廣場。中间即阿马林城堡的建立者弗雷德里克五世的马术雕像。自1993 年以來，阿马林堡宫一直是聯合國教科文組織世界遺產名錄的候選地。

## 歷史

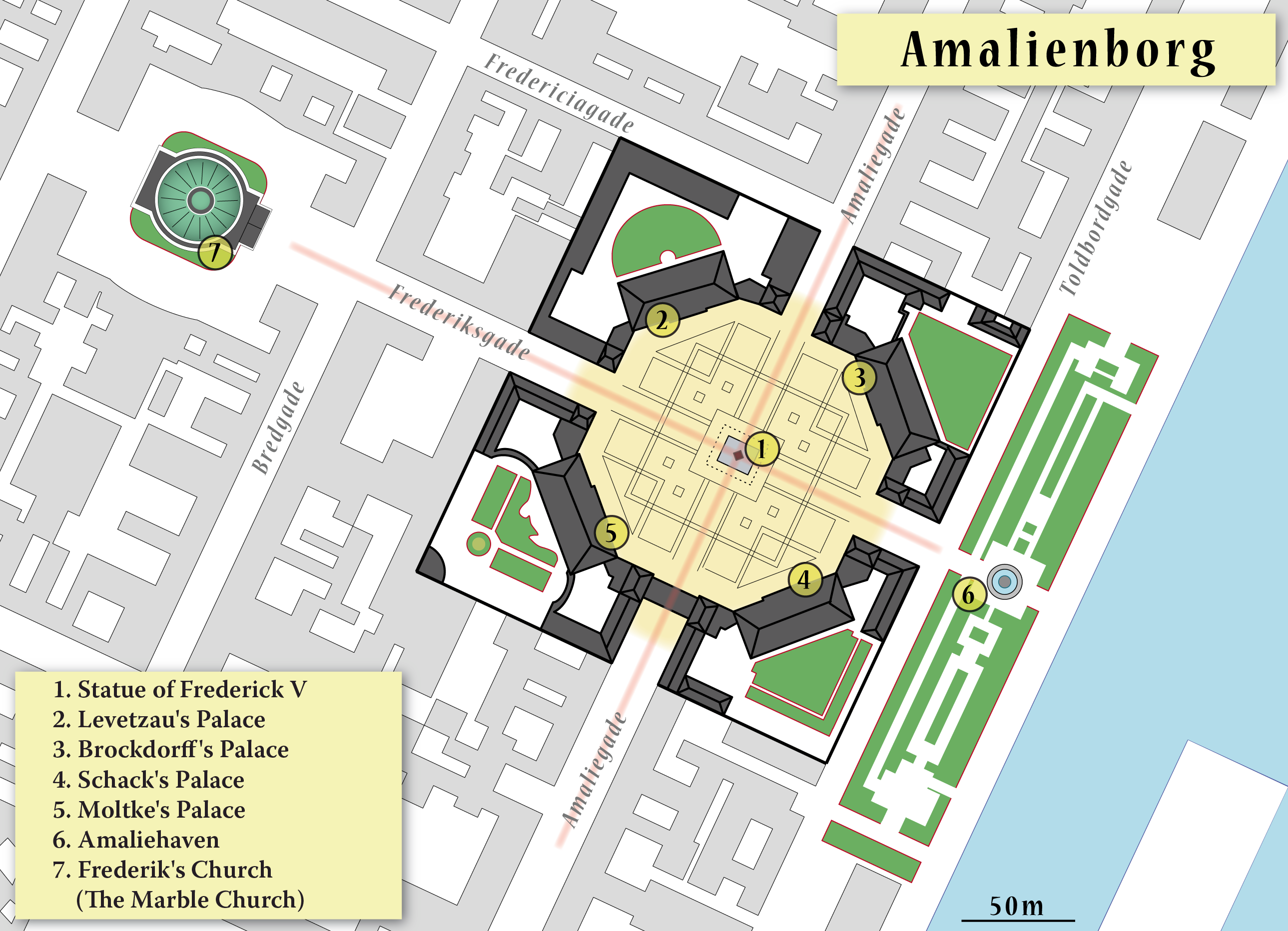
阿马林堡宫的街區圖（也顯示腓特烈教堂和阿瑪利亞港的位置。）

阿馬林堡皇宮的四棟房屋是国王弗雷德里克五世所總體規劃的腓特烈斯塔登区的核心建筑。该区为纪念1748年奥尔登堡王朝建國三百週年，及1749年克里斯蒂安一世的加冕而建設，為了讓新區充滿生機，國王將建築工地提供給了各個貴族家庭。
街區的發展通常被認為是丹麥駐巴黎大使約翰·哈特維格·恩斯特·伯恩斯托夫( Johann Hartwig Ernst Bernstorff)的推行而發展，並大幅度受到並法國模式為基礎影響，负责工程的則是建築師尼古拉·艾格特維德，他同時負責設計此街區的大多數建築物，為哥本哈根規劃相當完善的現代化街區，更令腓特烈斯塔登区成为欧洲洛可可建築群极佳的例子。

1794年，第一克里斯蒂安堡城宮發生了毀滅性的火災，幾乎完全摧毀了整座建築，克里斯蒂安七世與其他王室成員暫時無家可歸。居住於此的莫爾特克家族（Moltke）則將他們位於腓特烈斯塔登区所居住的宮殿提供給國王使用，也因此皇室逐漸收購廣場剩餘的建築，並在這裡建立了住所。

### 四座宫殿
根据尼古拉為腓特烈斯塔登区和阿马林堡宫的總體規劃，廣場周圍的四座宮殿被設想為貴族家庭的豪宅。雖然外觀大致相同，但內部則有著不同的格局。

其中廣場西側的宮殿始建於1750年，當尼古拉於1754年去世時，西側的兩座宮殿已經完工。其他宮殿的工作則由尼古拉的同事和競爭對手勞里茨·德·圖拉（Lauritz de Thurah）嚴格按照尼古拉的計劃繼續進行。宮殿最終於1760 年竣工。
四座宫殿分別是：
- 克里斯蒂安七世宫：最初称作毛奇宮（Moltke's Palace），現則作為接待貴賓的賓館使用。
- 克里斯蒂安八世宫：最初称作萊維佐宮（Levetzau's Palace），現向公眾開放。
- 弗雷德里克八世宫：最初称作布羅克多夫宮（Brockdorff's Palace），現為丹麥國王弗雷德里克十世和瑪麗王后的居所。
- 克里斯蒂安九世宫：最初称作沙克宮（Schack's Palace），現為前任丹麥女王瑪格麗特二世的居所。女王丈夫亨里克亲王在逝世前居住該宮殿。

现在，只有 克里斯蒂安七世宫和克里斯蒂安八世宫对公众开放。

## 圖片

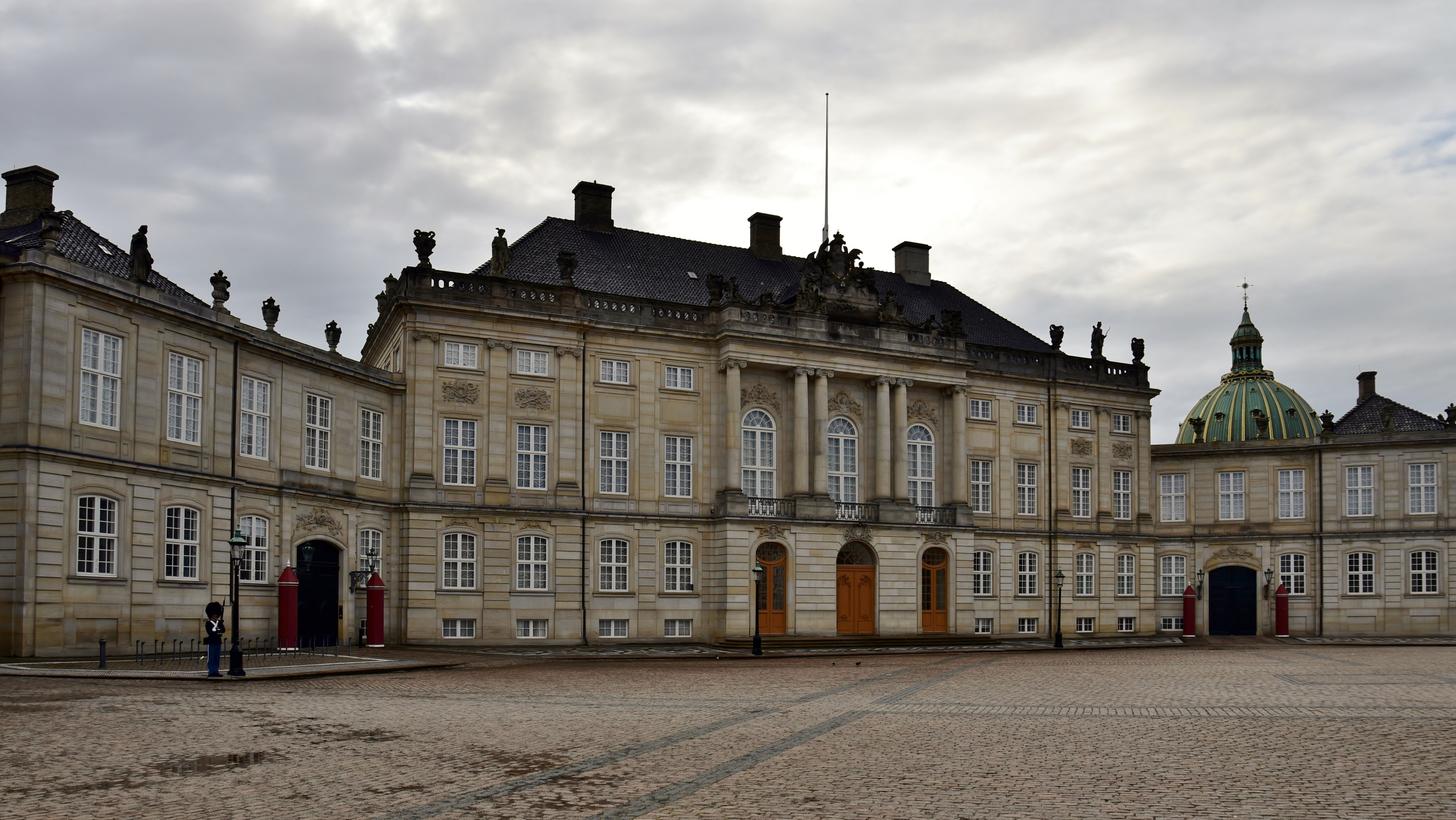
克里斯蒂安七世宫
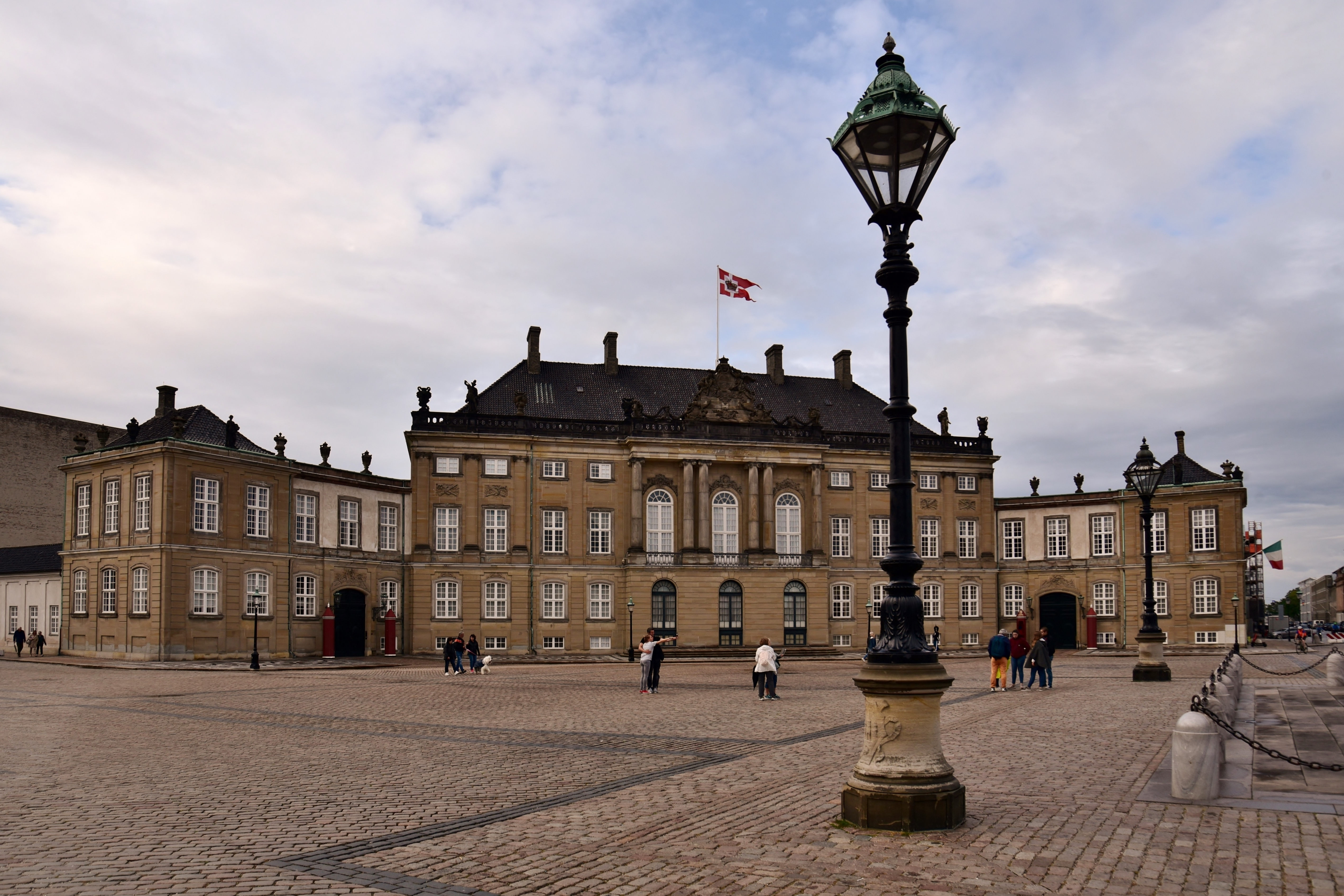
克里斯蒂安八世宫
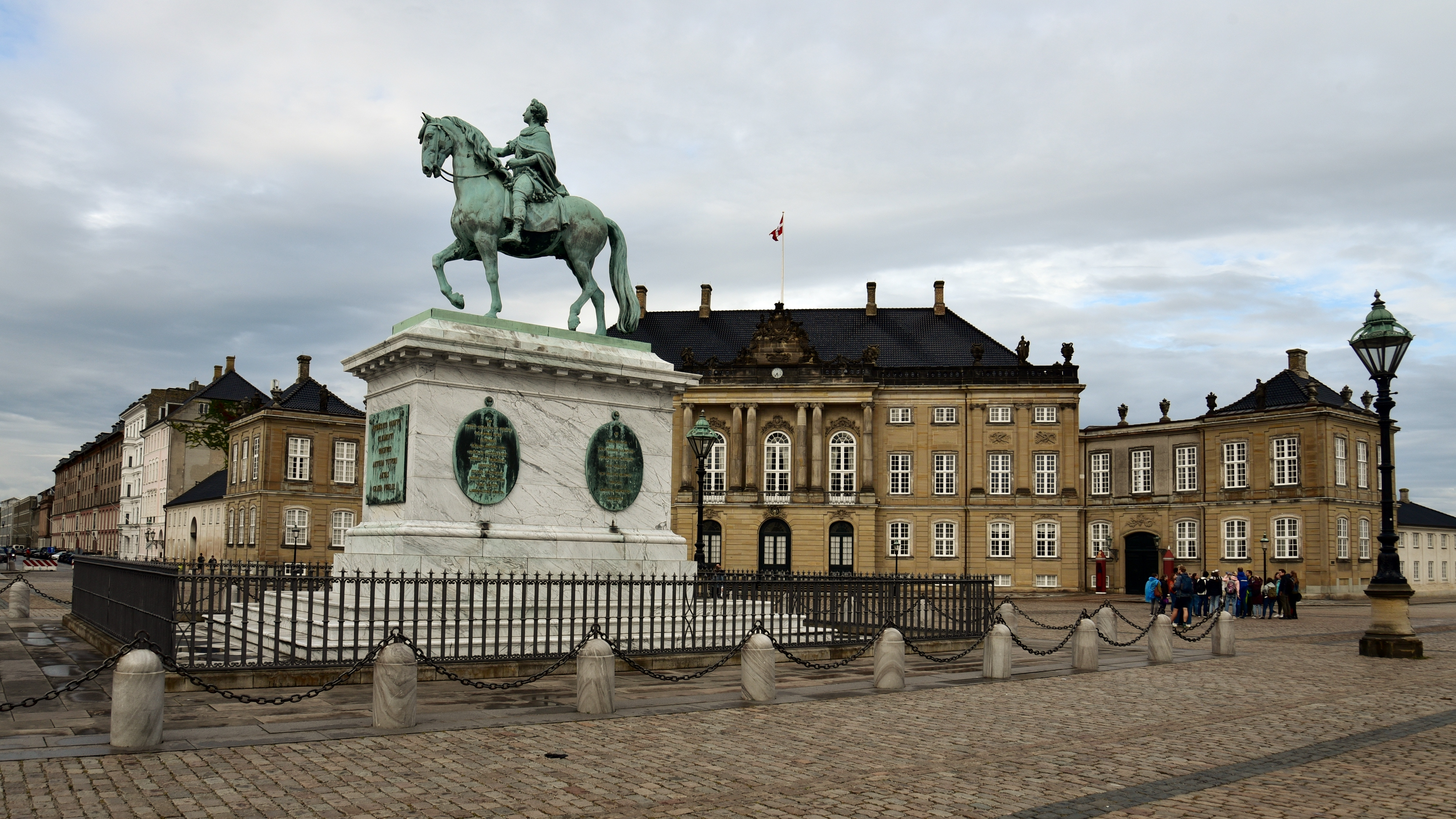
弗雷德里克八世宫
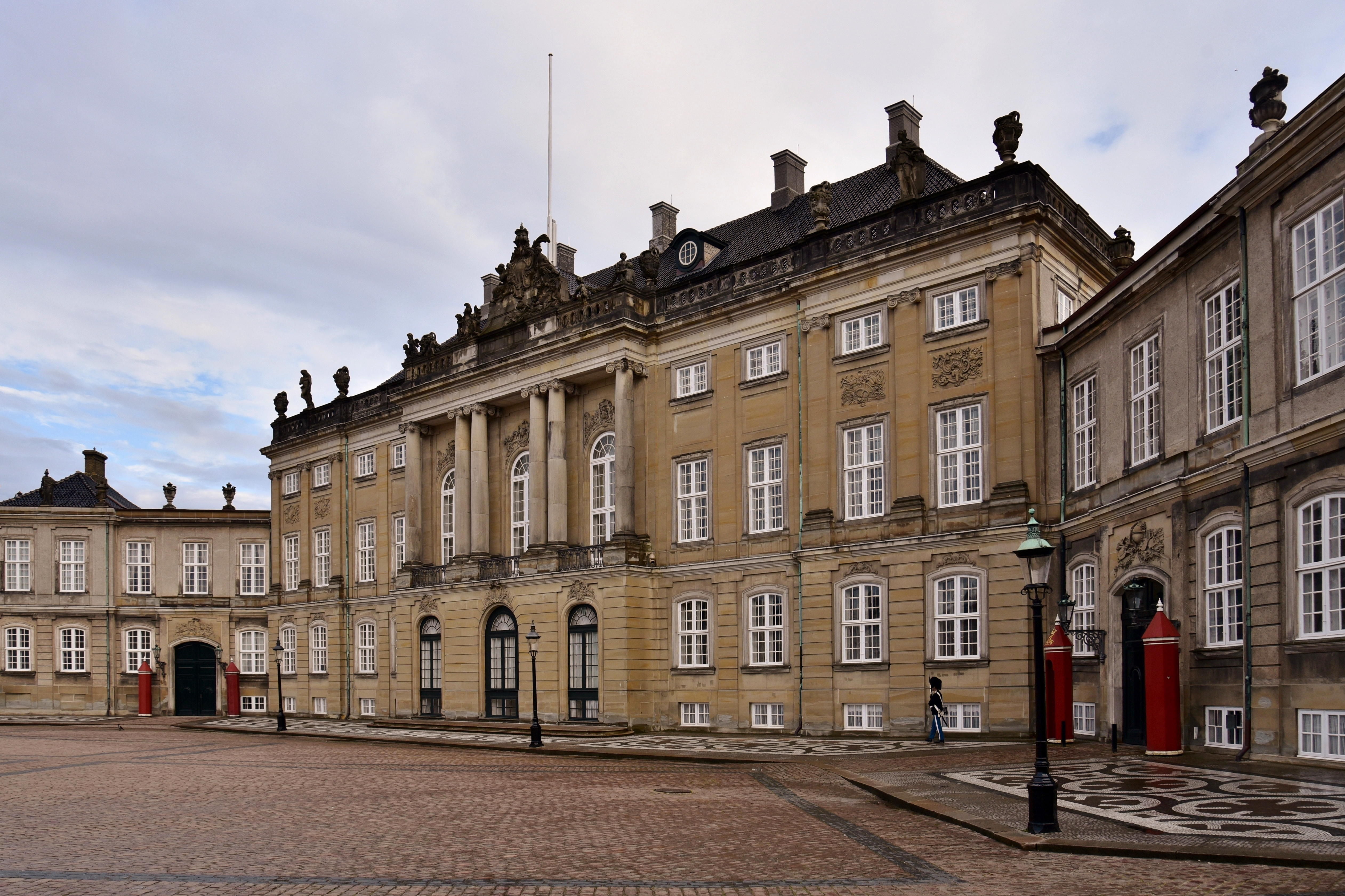
克里斯蒂安九世宫

## 马术雕像

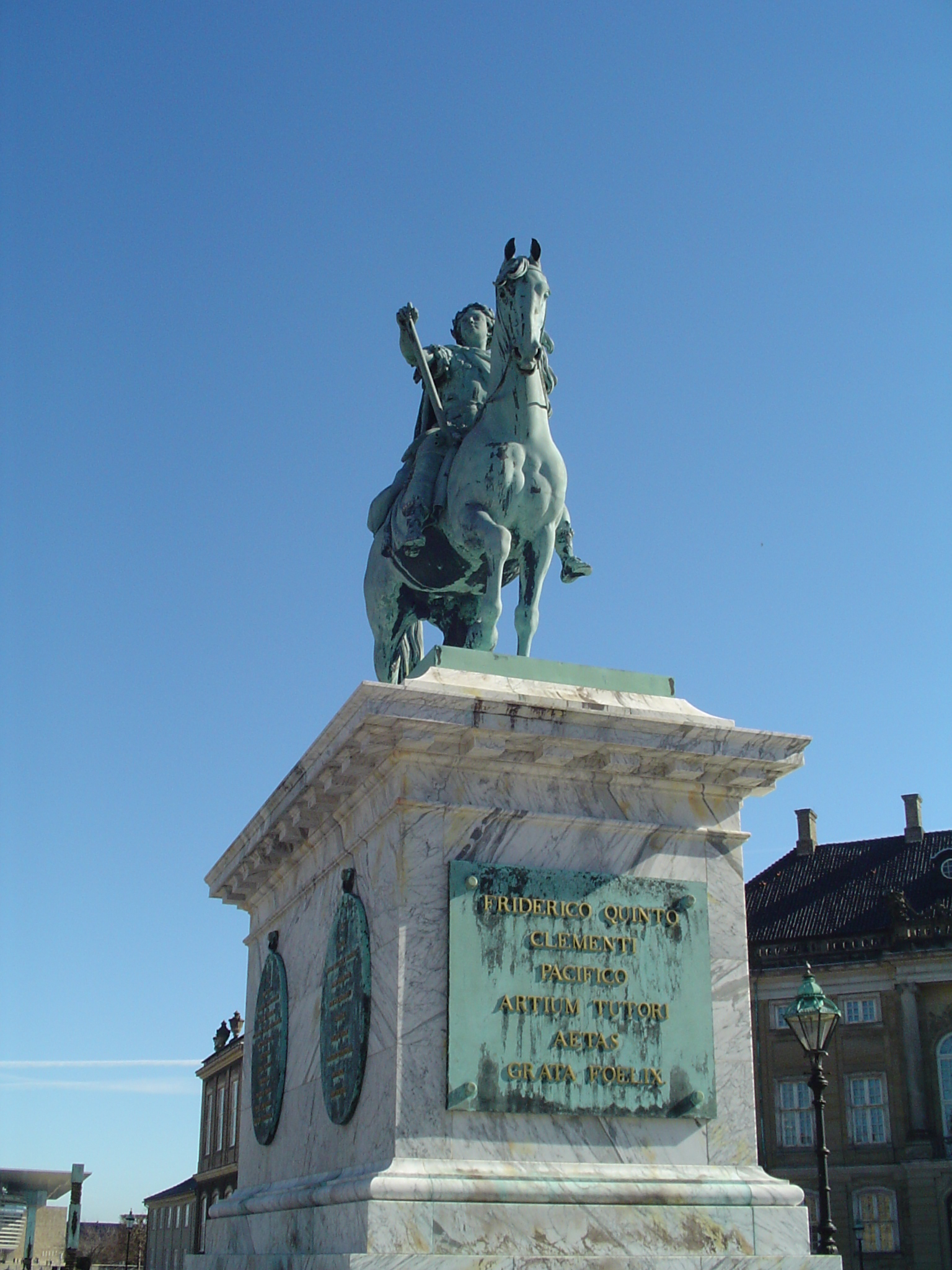
弗雷德里克五世雕像

弗雷德里克五世雕像位於四座宫殿的中央廣場處，是丹麥東印度公司所委託，由法国雕塑家雅克·沙利雅克·沙利（Jacques Saly）所制作，工程始於 1753 年，並於 1760 年在丹麥政治專制主義100週年慶典上奠基。在弗雷德里克五世於 1766 年去世五年後，雕像揭幕活動則是在1771年舉辦。

## 皇家衛隊
阿马林堡宫是由皇家衛隊( Den Kongelige Livgarde )日夜守衛。他們的制服與英國御林軍非常相似，每天上午 11 時30 分，衛兵會從羅森堡城堡出發，行经哥本哈根的大街，正中午在阿美琳堡宫前執行换岗仪式。